# Pattaya Women's Open 1998
Il Pattaya Women's Open 1998 è stato un torneo di tennis giocato sul cemento.
È stata l'8ª edizione del Pattaya Women's Open, che fa parte della categoria Tier IV nell'ambito del WTA Tour 1998. 
Si è giocato a Pattaya in Thailandia, dal 16 al 22 novembre 1998.

## Campionesse

### Singolare
Julie Halard-Decugis ha battuto in finale  Fang Li con il punteggio di 6–1, 6–2

### Doppio
Els Callens /  Julie Halard-Decugis hanno battuto in finale  Rika Hiraki /  Aleksandra Olsza con il punteggio di 3–6, 6–2, 6–2